# Jane Hitchcock (Schauspielerin)
Jane Hitchcock (* 1953 in Birmingham, Alabama) ist eine US-amerikanische Schauspielerin und Model, die vor allem durch ihre Rolle der Kathleen Cooke in Peter Bogdanovichs Nickelodeon (1976) bekannt ist.

## Leben und Karriere

### Frühe Jahre
Hitchcock wurde 1953 in Birmingham, Alabama als viertes Kind von Ray und Amelia Hitchcock geboren. Sie wuchs mit drei älteren Brüdern auf. Ihr Vater war Bauer, der, da seine Ernten durch Käfer vernichtet wurden, schließlich beim örtlichen Elektrizitätswerk arbeitete. Hitchcock nahm ebenfalls an einer Tanzausbildung teil.

### Karriere beim Film
Ihre erste Rolle bekam sie in Nickelodeon aus dem Jahr 1976 unter der Regie von Peter Bogdanovich an der Seite von Burt Reynolds, Ryan O’Neal und dessen Tochter Tatum O’Neal. Hitchcock spielte dort die Rolle der Kathleen Cooke, die zuerst an die Schauspielerin Cybill Shepherd gehen sollte, die jedoch in ihrer Autobiografie erzählte, dass sie die Rolle abgelehnt hatte. Der Film handelt von einer Gruppe von jungen Filmschaffenden in der Entwicklung der ausgereiften Filmindustrie und den Anfangsjahren des Kinos zwischen 1910 und 1915. Hitchcock spielte dort eine absolut aufrichtige und sehr unschuldige Frau, die zwischen den männlichen Hauptfiguren Greenway (Reynolds) und Harrigan (O’Neal) steht, die sie beide lieben. Sie kann sich nicht zwischen ihnen entscheiden, da sie beide liebt. Schließlich entscheidet sich Cooke für Greenway, den sie schon zuvor geheiratet hat. Der Film bedeutete für Hitchcock den Durchbruch zum Star.
In dem Fernsehfilm See China and Die (1981) spielte sie die Rolle der Ruth. Ansonsten war Hitchcock in keiner weiteren Produktion als Schauspielerin zu sehen.

### Modelkarriere
Seit den 1970er Jahren arbeitet Hitchcock in der Modelbranche. Ihr Auftreten als Model fiel ihr aufgrund ihrer Tanzausbildung einfach, da sie damit viel Haltung und Anmut zu bewahren gelernt hatte. Regelmäßig erschien sie auf Zeitschriften wie Vogue, Harpers Bazaar, Elle und Glamour.
Anfang der 1990er Jahre wurde sie 40 und zu einem wichtigen Gesicht für Kosmetikunternehmen, die begannen, Werbung mit „zeitlosen Schönheiten“ zu machen. 1993 modelte sie mit ihrer damals 22-jährigen Tochter Serena Hitchcock in einer internationalen Kampagne für Ferretti Jeans. Sie bekam Modeljobs bei Calvin Klein, Maybelline und Vichy.
2016, im Alter von 63 Jahren, zog sie mit ihrem Partner, dem Gitarrenbauer Ross Coole, nach Fremantle, Australien, und unterschrieb bei der örtlichen Modelagentur „Chadwick“.

## Filmografie
- 1976: Nickelodeon
- 1981: See China and Die